# Antillophos
Antillophos là một chi ốc biển, là động vật thân mềm chân bụng sống ở biển trong họ Buccinidae.

## Các loài
According to the Cơ sở dữ liệu sinh vật biển (WoRMS), the following species with valid names are gồm cód withtrong genus Antillophos:
- Antillophos alabastrum (Fraussen, 2003)
- Antillophos armillatus Fraussen & Poppe, 2005[3]
- Antillophos bahamensis Petuch, 2002[4]
- Antillophos bathyketes (Watson, 1882)
- Antillophos beaui (Fischer & Bernardi, 1860)
- Antillophos borneensis (G.B. Sowerby, 1859)
- Antillophos boucheti (Fraussen, 2003)
- Antillophos brigitteae Stahlschmidt & Fraussen, 2009[5]
- Antillophos candeanus (d’Orbigny, 1842)[6]
- Antillophos chazaliei (Dautzenberg, 1900)
- Antillophos dedonderi Fraussen & Poppe, 2005[7]
- Antillophos deprinsi Fraussen & Poppe, 2005[8]
- Antillophos durianoides Fraussen & Poppe, 2005[9]
- Antillophos elegans (Guppy, 1866)[10]
- Antillophos elegantissimum (Hayashi & Habe, 1965)
- Antillophos fasciatus (A. Adams, 1853)
- Antillophos freemani Petuch, 2002[11]
- Antillophos grateloupianum (Petit, 1853)
- Antillophos hastilis Fraussen & Poppe, 2005[12]
- Antillophos hayashii (Shikama, 1977)
- Antillophos hirasei (G.B. Sowerby, 1913)
- Antillophos idyllium Fraussen & Poppe, 2005[13]
- Antillophos intactus Fraussen & Poppe, 2005[14]
- Antillophos laeve (Kuroda & Habe in Habe, 1961)
- Antillophos lucubratonis Fraussen & Poppe, 2005[15]
- Antillophos makiyamai (Kuroda, 1961)
- Antillophos miculus Fraussen & Poppe, 2005[16]
- Antillophos minutus (Schepman, 1911)
- Antillophos monsecourorum Fraussen & Poppe, 2005[17]
- Antillophos naucratoros (Watson, 1882)
- Antillophos nigroliratum (Habe, 1961)
- Antillophos nitens (G.B. Sowerby, 1901)
- Antillophos opimus Fraussen & Poppe, 2005[18]
- Antillophos oxyglyptus (Dall & Simpson, 1901)
- Antillophos pyladeum (Kato, 1994)
- Antillophos retecosus (Hinds, 1844)
- Antillophos roseatus (Hinds, 1844)
- Antillophos rufocinctus (A. Adams, 1851)
- Antillophos scitamentus Fraussen & Poppe, 2005[19]
- Antillophos smithi (Watson, 1886)
- Antillophos tsokobuntodis Fraussen & Poppe, 2005[20]
- Antillophos usquamaris Fraussen, 2005[21]
- Antillophos veraguensis (Hinds, 1843)
- Antillophos verbinneni Fraussen, 2009[22]
- Antillophos verriculum Watters, 2009[23]
- Antillophos virginiae (Schwengel, 1942)

## Hình ảnh

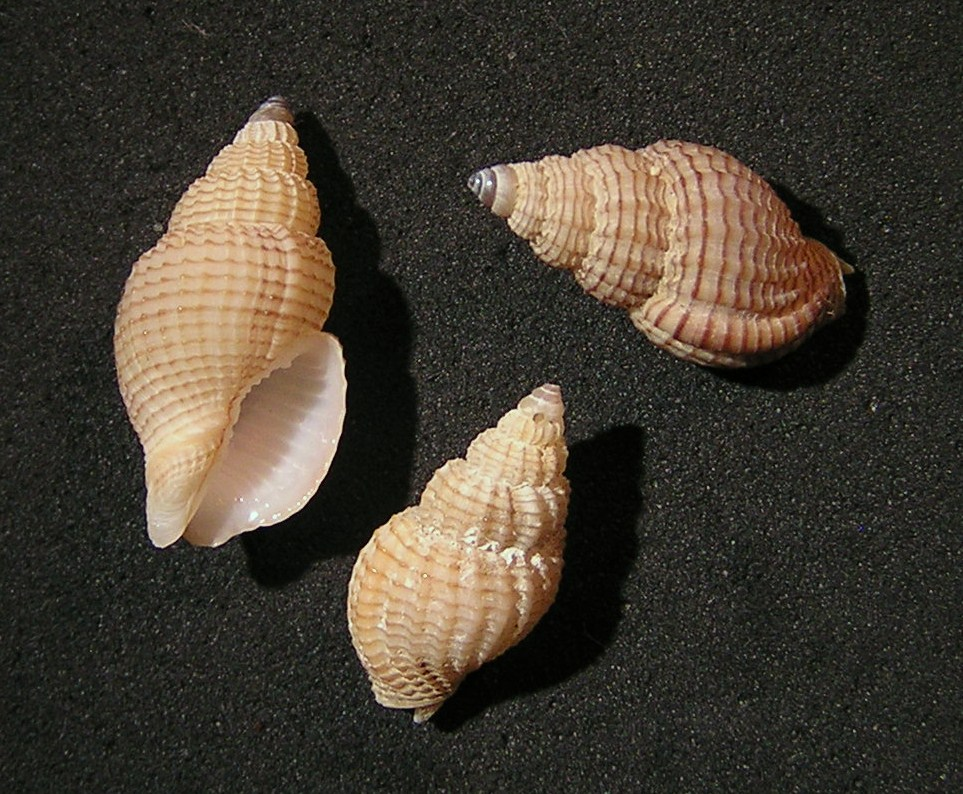